# Sphingomima excavata
Sphingomima excavata là một loài bướm đêm trong họ Geometridae.